# Luxor
Luxor, uitgesproken als Loeksor (Arabisch: الأقصر al-Uqṣur), is een stad van 430.000 inwoners in het gouvernement Luxor, ongeveer in het midden van Egypte op de oostelijke oever van de Nijl.
Luxor is een toeristische plaats door de vele archeologische sites in de omgeving. Deze bezienswaardigheden dankt Luxor vooral aan het feit dat het vroeger onder de naam Thebe hoofdstad was van Opper-Egypte.

## Verkeer en vervoer
Het is de plaats waar vele cruises op de Nijl vertrekken en aankomen.
Bovendien heeft Luxor een internationaal vliegveld, en een station met treinen naar Caïro en Aswan.

## Sport
In 2017 vond de veertiende editie van de Afrikaanse kampioenschappen wielrennen plaats in en rond de stad.

## Partnersteden
- Baltimore (Verenigde Staten)
- Kazanlak, (Bulgarije)